# Compagnie de Guinée
Pour la Compagnie danoise de Guinée, voir Compagnie danoise des Indes occidentales et de Guinée.
La Compagnie de Guinée est une société fondée au XVIIe siècle qui a joué un rôle dans le commerce triangulaire. Elle fusionne en 1748 avec la société Grou et Michel, des négociants nantais.

## Histoire
Créée en 1684 par Louis XIV, la Compagnie de Guinée est l'une des plus importantes sociétés de la traite négrière et du commerce triangulaire entre Nantes et l'île de Saint-Domingue.
Sa création en 1684 et sa réforme en 1701 traduisent l'impatience de Louis XIV devant les résistances des colons de Saint-Domingue, pour la plupart des flibustiers ou des petits planteurs de tabac, à se lancer dans le commerce d'esclaves et la culture du sucre. Elle n'obtiendra que des résultats modestes dans ce domaine, tandis que les négociants jacobites irlandais du port de Saint-Malo puis de Nantes, soutenus par le Roi, sont les vrais organisateurs de la traite négrière.
La compagnie de Guinée permet cependant d'installer la domination française sur les côtes d'Afrique, alors que l'Angleterre est devenue une puissance ennemie, par ailleurs moins agressive dans la traite négrière après la Glorieuse Révolution de 1688.
Louis XIV réduit en 1685 la concession territoriale de la Compagnie du Sénégal fondée en 1674, pour établir la Compagnie de Guinée, dont il choisit les membres. Elle est chargée de faire pendant vingt ans, « le commerce des nègres, de la poudre d’or et de toutes les autres marchandises » sur les côtes d’Afrique, de la rivière de Sierra Leone jusqu’au cap de Bonne-Espérance. 
En échange de l’exemption de la moitié des droits d’entrée sur les marchandises importées de sa concession et « des îles d’Amérique », la compagnie doit transporter au moins « mille nègres chaque année aux îles françaises de l’Amérique » et ramener des côtes africaines « 1000 marcs de poudre d’or les deux premières années et 1200 marcs les années suivantes ». Elle reçoit 13 livres « par tête de nègre apporté aux îles et 20 livres par marc de poudre d’or ».
En 1698, la création de la Compagnie des mers du Sud, pour le commerce dans le Pacifique, traduit une étape de plus du rapprochement avec l'Espagne. 
En 1701, la compagnie n’a pas satisfait aux conditions imposées par l’édit de 1685, selon Louis XIV, qui renouvelle ses membres, parmi lesquels on retrouve les banquiers Antoine Crozat et Samuel Bernard ou l’amiral du Casse, gouverneur de Saint-Domingue. 
Louis XIV lui impose de passer à la vitesse supérieure. Elle doit amener désormais « 3000 nègres pour chaque an aux îles françaises de l’Amérique ». Louis XIV est l'un de ses actionnaires, selon les archives du ministère de la Marine.
Devenue en 1701 la compagnie de l’Asiento qui obtient, en pleine guerre de succession d'Espagne, le monopole de l'importation d'esclaves noirs, sa relance est difficile, car il faut alimenter en esclaves l'immense empire espagnol. 
Plusieurs de ses navires subissent des avaries. La compagnie se retrouve victime de malversations des capitaines sous-traitants qu'elle fait travailler mais qui négligent certaines dépenses d'entretien. On propose alors d'intéresser ces capitaines, en leur donnant 10 % du produit de la vente des esclaves.
En 1706, des négociants anglais de la Jamaïque lui proposent de recourir à elle pour s'approvisionner en esclaves mais elle refuse, de peur d'envenimer les relations avec l'Angleterre.
Elle officie jusqu’en 1713, date du traité d'Utrecht, après un conflit où la marine française a souffert face à l'Angleterre. Elle disparaît en 1720 au profit de la deuxième compagnie des Indes puis réapparaît en 1748 pour fusionner avec la société Grou et Michel de deux familles de négociants nantais.